# Simha Flapan

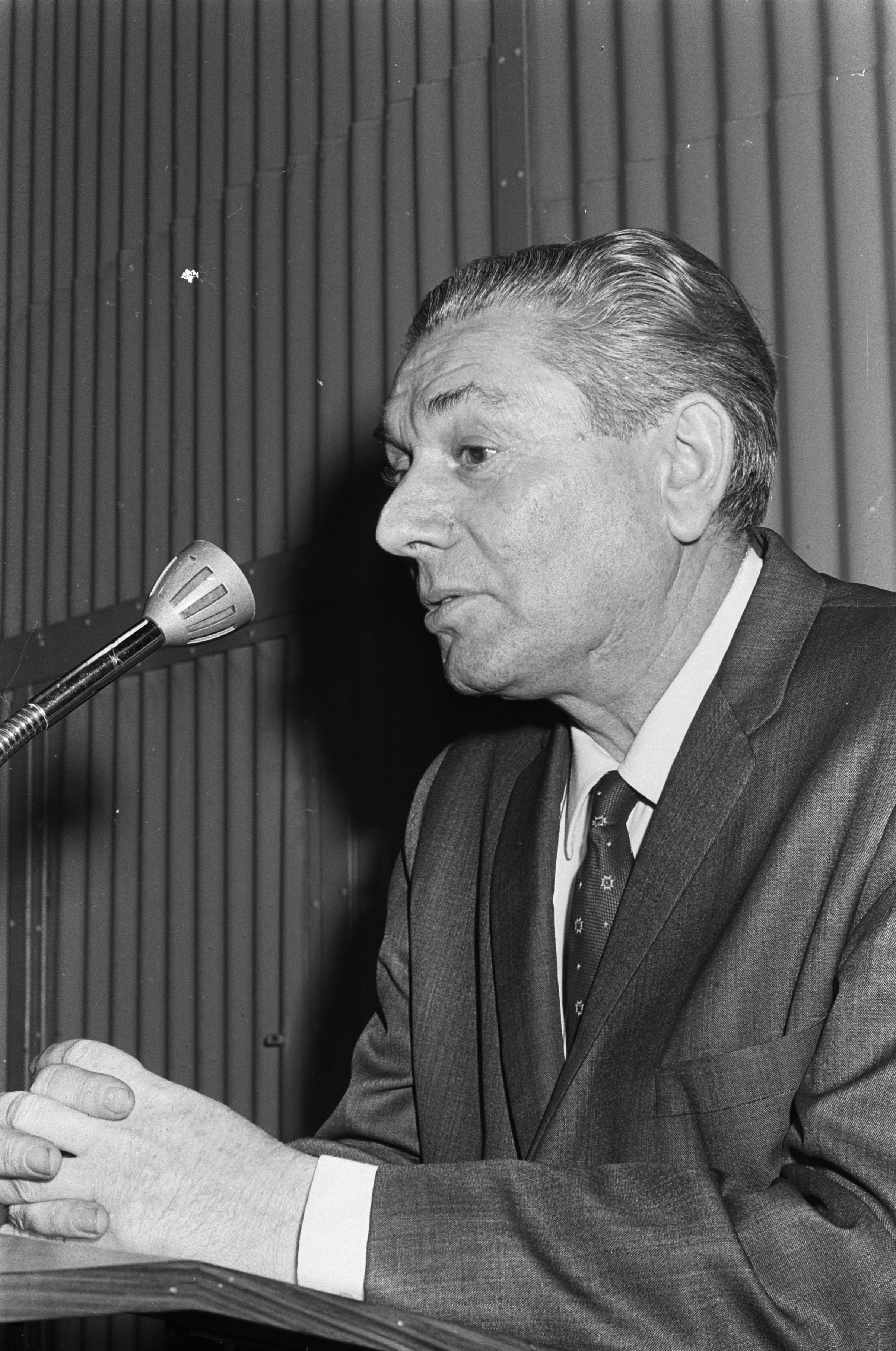
Simha Flapan (1967)

Simha Flapan (auch Simcha Flapan) (geboren 27. Januar 1911 in Tomaszów Mazowiecki/Polen, Russisches Kaiserreich; gestorben 13. April 1987 in Israel) war ein israelischer Historiker und Politiker.

## Leben
Simha Flapan emigrierte 1930 nach Palästina. 1957 gründete er in Tel Aviv die Monatszeitschrift New Outlook. Er war nationaler Sekretär der Linkspartei Mapam. Sein bekanntestes Buch ist Die Geburt Israels: Mythos und Wirklichkeit (1987). Flapan wird zu den Neuen Historikern gezählt.
Laut dem Historiker Joel Beinin stellte Flapan in seinem Hauptwerk als Historiker sieben zentrale Grundannahmen über Israel und die zionistische Geschichtsschreibung in Frage und bezeichnete sie als Mythen:
- „Die Zionisten haben den UN-Teilungsplan für Palästina akzeptiert und planten für den Frieden.“
- „Die Araber lehnten den UN-Teilungsplan ab und begannen den Krieg.“
- „Die Palästinenser sind freiwillig geflohen.“
- „Alle arabischen Staaten hatten sich verbündet, um die Juden aus Palästina zu vertreiben.“
- „Die arabische Invasion machte den Krieg unvermeidlich.“
- „Israel stand im Palästinakrieg 1948/1949 militärisch überlegenen arabischen Armeen gegenüber.“
- „Israel suchte immer den Frieden, aber auf Seiten der arabischen Führungen gab es dafür keine Entsprechung.“

## Schriften (Auswahl)
- Zionism and the Palestinians. Barnes & Noble Books, New York 1979, ISBN 978-0-06492-104-6.
- The Birth of Israel. Myths and Realities. Croom Helm, London and Sydney 1987, ISBN 0-7099-4911-1; Neuauflage der deutschen Übersetzung: Die Geburt Israels. Mythos und Wirklichkeit. Zambon, Frankfurt a. M. 2015, ISBN 3-88975-243-8

## Auszeichnungen
- Bruno-Kreisky-Preis für Verdienste um die Menschenrechte 1981